# Satoshi Sato
Satoshi Sato (佐藤 聡 Sato Satoshi?, nacido el 31 de marzo de 1979 en Yamagata) es un exfutbolista japonés. Jugaba de centrocampista y su último club fue el FC Parafrente Yonezawa de Japón.

## Trayectoria

### Clubes
| Club                   | País  | Año         |
| ---------------------- | ----- | ----------- |
| TDK                    | Japón | 1999-2005   |
| FC Gifu                | Japón | 2006 - 2008 |
| FC Parafrente Yonezawa | Japón | 2009 - 2012 |